# 南店头乡
南店头乡，是中华人民共和国河北省保定市唐县下辖的一个乡镇级行政单位。

## 行政区划
南店头乡下辖以下地区：
南店头村、田辛庄村、礼泉村、西高和村、南高和村、葛堡村、娄高和村和红山庄村。